# 가와베 유키
가와베 유키(일본어: 川邊 裕紀, 1987년 4월 2일 ~ )는 일본의 전 축구 선수이다.

## 구단 경력
과거 FC 마치다 젤비아, AC 나가노 파르세이루, FC 류큐에서 활동하였다.